# KAZUYOSHI SAITO 25th Anniversary Live 1993-2018 25＜ 26～これからもヨロチクビーチク～Live at 日本武道館 2018.09.07
『KAZUYOSHI SAITO 25th Anniversary Live 1993-2018 25＜ 26～これからもヨロチクビーチク～Live at 日本武道館 2018.09.07』（カズヨシ・サイトウ・トゥエンティフィフス・アニバーサリー・ライブ1993-2018“25＜ 26”～これからもヨロチクビーチク～ライブ・アット・にっぽんぶどうかん）は斉藤和義11枚目のライブ・アルバム。2019年3月20日発売。発売元はSPEEDSTAR RECORDS。規格品番：VICL-65400/2。

## 解説
2018年9月7日、斉藤のCDデビュー25周年を記念して東京・日本武道館で開催された「KAZUYOSHI SAITO 25th Anniversary Live 1993-2018 25＜ 26～これからもヨロチクビーチク～」公演の模様をコンプリートしたCD2枚：全28曲に加え、全国4ヶ所の日替わり曲音源5曲をボーナスディスクに収録したトータル全33曲のライブ・アルバム。同日に本作の映像作品がBlu-rayとDVDで発売。

## 収録曲
全曲　作詞・作曲・編曲：斉藤和義
Disc.1
1. 25周年のテーマ　（02:15）
2. FIRE DOG　（04:21）
3. Hello! Everybody!　（05:33）
4. アゲハ　（05:00）
5. 男節　（08:35）
6. tokyo blues　（06:02）
7. 空に星が綺麗　（02:42）
8. 真夜中のプール　（04:37）
9. 君は僕のなにを好きになったんだろう　（06:00）
10. ウエディング・ソング　（04:36）
11. 彼女　（05:56）
12. リズム　（02:24）
13. ぼくらのルール　（04:15）
14. カラー　（05:18）
15. 月光　（05:09）
16. Alright Charlie　（05:06）

Disc.2
1. ずっと好きだった　（06:24）
2. メドレー （Stick to fun! Tonight!・ダンシング・ヒーロー(Eat You Up)・Stick to fun! Tonight!）　（05:54）
3. Good Luck Baby　（04:24）
4. 幸福な朝食 退屈な夕食　（07:22）
5. やさしくなりたい　（05:36）
6. スナフキン・ソング　（04:02）
7. 歩いて帰ろう　（04:14）
8. ベリー ベリー ストロング～アイネクライネ～　（07:22）
9. COME ON!　（05:15）
10. 僕の見たビートルズはTVの中 【ENCORE】　（05:05）
11. 歌うたいのバラッド 【ENCORE】　（10:11）
12. 月影 【ENCORE】　（06:01）

Disc.3
1. かすみ草　（Live at 大阪城ホール 2018.08.24）　（05:14）
2. 傷口　（Live at 大阪城ホール 2018.08.24）　（05:39）
3. ドライブ　（Live at 福岡国際センター 2018.08.30）　（07:01）
4. ハローグッバイ　（Live at 名古屋国際会議場センチュリーホール 2018.09.10）　（05:20）
5. 郷愁　（Live at アスティとくしま 2018.09.15）　（06:03）